# 숭의여자대학교
숭의여자대학교(崇義女子大學校, Soongeui Women's University)는 대한민국 서울특별시 중구에 위치한  사립 여자 전문대학이다.

## 연혁
1903년 10월 31일, 새뮤얼 오스틴 모펫에 의하여 평양시 일대에 숭의여학교가 설립되었다. 1938년 3월, 신사참배 강요 거부로 폐교되었다. 이후 1963년 3월, 서울특별시 일대에 설립된 재단법인 숭의학원이 한국보육학원을 인수하여 1963년 3월 12일, 숭의보육학교로 다시 개교하였다. 1964년 4월, 초급대학과 동등한 교육 기관으로 인가 받고 1970년 12월, 전문학교로 개편되며 숭의보육전문학교로 개편되었다. 1971년 12월, 숭의여자전문학교로 교명을 변경하고, 1978년 12월, 전문대학으로 개편되며 숭의여자전문대학으로 교명을 변경하였다. 1998년 4월, 숭의여자대학으로 교명을 변경하고, 2021년 6월, 숭의여자대학교로 교명을 변경하며 현재에 이르고 있다.
한편, 2013년 교육부가 정부재정지원제한대학으로 선정한 바 있다. 2018년 실시된 교육부 대학기본역량진단에서 역량강화대학으로 선정된 이력이 있다.

## 교육편제
숭의여자대학교는 교육복지학부, 사회실무학부, 자연과학계열, 디자인학부, 영상·연기예술학부, 공학계열 등 6개 학부를 자체적으로 설정하고, 22학과를 편제하여 전문학사 학위 과정을 교수하고 있다.
- 유아교육과 (3년제)
- 사회복지과 (3년제)
- 아동보육과
- 문헌정보과
- 호텔관광과
- 스마트사무행정과
- 세무회계과
- 경영과
- 식품영양과 (3년제)
- 보건행정과 (3년제)
- 패션디자인과
- 주얼리디자인과
- 시각디자인과
- 영상제작과 (3년제)
- 연기예술과 (3년제)
- 실용음악과 (3년제)
- 소프트웨어융합과

### 전공심화과정
- 유아교육학과
- 아동보육학과
- 식품영양학과
- 호텔관광학과
- 사회복지학과
- 문헌정보과

## 교육 방침상의 특징

### 국제 교류
다음은 숭의여자대학교가 결연을 맺고 교류하고 있는 대한민국 외 대학 일람이다.
- 일본 세이카 여자 단기대학
- 미국 스쿨 오브 비주얼 아츠
- 미국 퍼시픽스테이츠 대학교
- 캐나다 벤웨스트 컬리지
- 오스트레일리아 MIT Institute NSW

## 캠퍼스 풍경
숭의여자대학교는 서울특별시 소재 사립 전문대학으로, 예장동에 캠퍼스가 소재한다. 캠퍼스 내 약 7개동의 건축물이 위치하고 있다. 캠퍼스 북쪽으로 소파로가 지나 캠퍼스 접근이 가능하다. 남측에 동일 재단의 학교인 숭의초등학교가 위치하며, 그 너머에 남산으로 둘러싸여 있다.
- 대학본관
- 강의 A동, B동, C동
- 숭의음악당
- 드림스퀘어
- 숭의마펫기념교회
- 학생회관
- 체육관
- 대학별관 (평생교육원)

## 같이 보기
- 숭의초등학교
- 숭의여자중학교
- 숭의여자고등학교